# Paige Turco
Paige Turco (* 17. května 1965 Springfield, Massachusetts, USA) je americká herečka. V dětství se věnovala baletu. S herectvím začala v roce 1987 v seriálu U nás ve Springfieldu. Později hrála v několika dalších seriálech a filmech jako Tajemný příběh z Ameriky, All My Children, Policie New York. Během let 2014 až 2019 hrála v seriálu The 100.

## Osobní život
V roce 2003 se provdala za irského herce Jasona O'Maru a spolu mají syna Davida. V červenci 2017 se dvojice rozvedla.

## Filmografie

### Film
| Rok  | Název                   | Role            | Poznámky            |
| ---- | ----------------------- | --------------- | ------------------- |
| 1991 | Želví nindžové II       | April O'Neil    |                     |
| 1993 | Želví nindžové III      | April O'Neil    |                     |
| 1994 | Děsná hlína             | Louise          |                     |
| 1995 | Ženský instinkt         | Jennifer Barron | video film          |
| 1995 | The Pompatus of Love    | Gina            |                     |
| 1996 | Vibrations              | Lisa            | video film          |
| 1998 | Dark Tides              | Sara            |                     |
| 1999 | Claire Makes It Big     | Bronwyn         | krátkometrážní film |
| 2000 | R2PC: Road to Park City | samu sebe       |                     |
| 2000 | Urbania                 | Cassandra       |                     |
| 2000 | Astoria                 | Elena           |                     |
| 2001 | Dead Dog                | Perri           |                     |
| 2003 | Rhinoceros Eyes         | Fran            |                     |
| 2006 | Waltzing Anna           | Barbara Rhoades |                     |
| 2006 | Bloudící duše           | Carol Vermeil   |                     |
| 2007 | Plán hry                | Karen Kelly     |                     |
| 2007 | The Favor               | Caroline        |                     |
| 2009 | Otčím                   | Jackie Kerns    |                     |

### Televize
| Rok       | Název                                     | Role                             | Poznámky                        |
| --------- | ----------------------------------------- | -------------------------------- | ------------------------------- |
| 1987–1989 | U nás ve Springfieldu                     | Dinah Chamberlain                | 18 dílů                         |
| 1989–1991 | All My Children                           | Melanie 'Lanie' Cortlandt Rampal | 16 dílů                         |
| 1994      | Na hlavní třídě                           | Terry Mears                      | 6 dílů                          |
| 1995–1996 | Tajemný příběh z Ameriky                  | Gail Emory                       | 19 dílů                         |
| 1996–1997 | Policie New York                          | Officer Abby Sullivan            | 10 dílů                         |
| 1997–1998 | Správná pětka                             | Annie Mott                       | 18 dílů                         |
| 2000      | Nepolapitelný virus                       | Jenny Blanchard                  | TV film                         |
| 2000      | Uprchlík                                  | Laura Chereaux                   | díl: „Pilot“                    |
| 2001      | Zákon a pořádek: Útvar pro zvláštní oběti | Pam Adler                        | díl: „Výsměch“                  |
| 2001–2003 | V tajných službách                        | Terri Lowell                     | 44 dílů                         |
| 2006      | Women in Law                              | Carolyn Fordham                  | Episode: "Pilot"                |
| 2006      | Rescue Me                                 | Nell Turbody                     | 4 díly                          |
| 2007–2008 | Big Shots                                 | Lisbeth Hill                     | 11 dílů                         |
| 2009      | Poslední cesta                            | Stacey Strobl                    | TV film                         |
| 2009      | Polda z Marsu                             | Colleen McManus                  | díl: „Všichni ti mladí frajeři“ |
| 2009      | Patty Hewes - nebezpečná advokátka        | Christine Purcell                | 6 dílů                          |
| 2010      | Secrets of the Mountain                   | Dana James                       | TV film                         |
| 2010      | Dobrá manželka                            | Caroline Wilder                  | díl: „Dědictví“                 |
| 2011      | Spravedlnost v krvi                       | Detective Ryan                   | díl: „My Funny Valentine“       |
| 2011      | Zákon a pořádek: Útvar pro zvláštní oběti | Kathleen Raines                  | díl: „Blood Brothers“           |
| 2011–2016 | Lovci zločinců                            | Zoe Morgan                       | 9 dílů                          |
| 2014–2019 | The 100                                   | Dr. Abigail Griffin              | 46 dílů                         |
| 2014      | Námořní vyšetřovací služba                | Linda Pride                      | díl: „New Orleans I.“           |
| 2014–2020 | Námořní vyšetřovací služba: New Orleans   | Linda Pride                      | 3 díly                          |
| 2018      | Separated at Birth                        | Elizabeth Marshall               | TV film                         |